# سه‌گنبد
سه‌گنبد نام برجی است در جنوب شرقی شهر ارومیه مرکز استان آذربایجان غربی ایران. این بنا آرامگاه بوده و در سال ۵۸۰ قمری ساخته شده. این بنای تاریخی در جنوب شرقی ارومیه، خیابان جانبازان (استاد برزگر) قرار دارد. از سوی دیگر در مدخل بنا سه کتیبه به خط کوفی است که آن را از سنگ تراشیده‌اند و در پایان کتیبه، محرم سال ۵۸۰ هجری خوانده می‌شود. از این رو شاید بتوان مقبره یا برج آجری سه گنبد را متعلق به قرن ششم هجری دانست. بنای تاریخی سه گنبد عبارت است از سکوی بلندی که به شکل استوانه و مدور ساخته شده‌است. ایوان ورودی آجر کاری شده در شمالشرقی بنا واقع شده‌است.
این اثر در تاریخ ۱۵ آذر ۱۳۱۴ با شمارهٔ ثبت ۲۴۲ به‌عنوان یکی از آثار ملی ایران به ثبت رسیده‌است.

## واژه‌شناسی
برخی در وجه تسمیه این بنا قدیمی می‌گویند: این بنا بخاطر وجود سه گنبد در سه طبقه آن بدین نام مشهور است و گروهی از مورخان نیز عقیده دارند که وجود دو بنای دیگر که در مجاورت روستائی بنام چهریق از دهستان‌های شهرستان سلماس وجود داشته‌است علت نامگذاری این مجموعه به سه گنبد می‌باشد.

## ساختمان بنا
ساختمان فعلی دو طبقه‌است و در چهار سمت آن دریچه‌هایی وجود دارد. طبقهٔ اول به نام سردابه که دارای پوششی قوس‌دار است و بدین وسیله از طبقهٔ دوم مجزا می‌شود. در کوچک طبقهٔ اول ۱/۷۰ متر ارتفاع دارد. طبقهٔ دوم که اتاق مقبره خوانده می‌شود دارای دری به ارتفاع ۲/۵۰ متر است. به عبارت دیگر، بنای استوانه‌ای شکل مدور دارای دخمه‌ایست که قسمت فوقانی آن را به وسیلهٔ آجر تبدیل به بنایی شامل اتاق مقبره کرده‌اند و مدخل آن در یک قالب معماری پر نقش و نگار محاط شده و در بدنهٔ استوانه‌ای برج تعبیه شده‌است؛ درگاه ورودی آن در میان طاق‌های سطحی واقع شده و از لحاظ معماری زینت خاصی به آن بخشیده‌است. مصالح قسمت تحتانی از سنگ و قسمت فوقانی آن از آجر است.
سه گنبد یادگاری از دوره سلجوقیان است که همه ساله به‌عنوان یکی از جاهای دیدنی استان آذربایجان مورد بازدید گردشگران زیادی قرار می‌گیرد. این اثر در تاریخ ۱۵ آذر ۱۳۱۴ هجری شمسی با شماره ثبت ۲۴۲ به‌عنوان یکی از آثار ملی به ثبت رسید.
سه گنبد در زمینی ساخته شده كه اطرافش را قبور زیادی اشغال کرده و احتمالا زمین مزبور صحن آن بوده است كه عده‌ای را پس از مرگ به‌لحاظ قدسیت محل در آنجا دفن كرده‌اند. در این صورت، قبوری كه در صحن مزبور وجود دارند، مربوط به طبقه ممتاز روحانی‌ها، سرداران و تجار و اشراف است. 